# 今川優馬
今川 優馬（いまがわ ゆうま、1997年1月25日 - ）は、北海道札幌市出身（釧路市生まれ）のプロ野球選手（外野手）。右投右打。北海道日本ハムファイターズ所属。

## 経歴

### プロ入り前
父としたキャッチボールが楽しかったため、札幌市立南小学校3年時より山鼻イーグルスで軟式野球を始める。札幌市立真駒内曙中学校では軟式野球部に所属していた。
高校は道内の強豪・東海大学付属第四高等学校に一般入試を経て入学。2年秋からベンチ入り。3年夏の甲子園大会には同級生の西嶋亮太（JR北海道）らとともに出場。自身は背番号16の控えで2回戦の山形県立山形中央高等学校戦では代打安打も記録している。高校通算本塁打数は2本であった。高校時代の同級生には上記の西嶋の他に大学でもチームメイトとなる上野純輝らがいた。
高校卒業後は高校に隣接する東海大学北海道キャンパス国際文化学部に進学。大学では3年春からベンチ入りを果たす。3年秋の公式戦最終試合ではリーグ優勝が確定していた星槎道都大学から2本の本塁打を放つ。4年春にはリーグの首位打者、ベストナイン、特別賞をそれぞれ受賞した。全日本大学野球選手権への出場が確定したが部内の不祥事で辞退した。リーグ戦通算本塁打数は11本。地方の大学野球のリーグかつ自身も無名の選手ではあったが積極的にTwitterなどを活用し、4年時にはドラフト候補として名が上がるまでに成長した。また、今川は家計を助けるためアルバイトを在学中にしていた。プロ志望届を提出したが、指名漏れとなった。
大学卒業後は社会人野球のJFE東日本に入社。1年目から「2番・左翼手」でレギュラーをつかんでプロ野球経験者の須田幸太や同期入社の平山快らとともに創部初の都市対抗優勝に大きく貢献した。その大会では若獅子賞も受賞し、2020年10月26日に行われたプロ野球ドラフト会議にて北海道日本ハムファイターズから6位指名を受けた。これは、球団としては2006年に指名した金子洋平以来14年ぶりとなる社会人野手のドラフト指名となった。11月27日、契約金2500万円、年俸840万円で入団に合意（金額は推定）。背番号は61。

### 日本ハム時代
2021年は、春季キャンプを一軍でスタートするも2月22日に二軍降格。オープン戦では一軍での出場機会が与えられたが開幕は二軍スタートとなった。チームが開幕から低迷すると緊急昇格という形で4月16日に初の一軍出場選手登録された、その日の東北楽天ゴールデンイーグルス戦に「6番・右翼手」でプロ初出場を果たした。しかし11打数連続無安打と結果を残せず、5月1日にはチーム内で発生したクラスターに関して新型コロナウイルスの再検査の対象となり登録を抹消された。その後は長らく二軍調整が続いたが、イースタン・リーグでは打率.306、14本塁打、45打点と結果を残すと一軍で近藤健介がフェンス激突で負傷し「脳震盪特例措置」で登録抹消となり、近藤と入れ替わる形で9月12日に一軍へ昇格。9月12日の福岡ソフトバンクホークス戦に「6番・左翼手」で先発出場すると第1打席で和田毅から左翼席への2点本塁打を放ち、プロ初安打・初本塁打・初打点を記録した。また、この本塁打は日本ハム北海道移転後初の、地元北海道出身選手による本塁打でもある。オフに、30万円増となる推定年俸870万円で契約を更改した。
2022年は、開幕スタメンを勝ち取るも、2打数無安打でシーズンスタート。その後の4月27日オリックス戦で宮城大弥からシーズン初本塁打を放つ。すると調子を上げ、5月までに6本塁打を放ち、チームメイトのアリスメンディ・アルカンタラとリーグ2位タイで競い合っていた。6月11日の中日ドラゴンズ戦では3長打・3打点、珍しい二塁走者として石川亮の2ランスクイズから生還するなどの大活躍だった。また、7月24日千葉ロッテマリーンズ戦（札幌ドーム）では4番打者として出場し、1回裏に自身初の満塁本塁打を放った。9月17日には2桁本塁打も記録した。最終的に94試合に出場し、打率.227、10本塁打、39打点を記録。11月29日、1130万円増となる推定年俸2000万円で契約を更改した。
2023年は、4月29日のソフトバンク戦の第3打席で左脚に自打球を当て、負傷交代となった。左脛骨の骨挫傷で翌日に登録抹消された。最終的に28試合に出場し、打率.197、0本塁打、1打点に終わった。11月29日、200万円減となる推定年俸1800万円で契約を更改した。
2024年は、新加入の水谷瞬の活躍もあって一軍出場は6試合のみに終わり、打率.211、0本塁打、0打点という成績であった。11月27日に250万円減の推定年俸1550万円で契約を更改した。

## 選手としての特徴
メジャーリーガーのミゲル・カブレラを参考にしたという、アッパースイングから広角に打てる長打力が武器。50m走のタイム6秒0の俊足を生かした走塁、外野守備も魅力。

## 人物
幼少期から日本ハムの大ファンで、小学5年時から日本ハムファイターズファンクラブの会員でもある。ドラフト指名時も会員であった。入団後も会員を継続している。
明るい性格で気持ちを前面に押し出すプレースタイルであり、チームのムードメーカー的存在。チャンスやピンチの場面で、味方を鼓舞する言葉「執念」を発することから「執念」、「執念先輩」の異名を持つ。これはJFE東日本硬式野球部時代にトーナメント方式の都市対抗野球大会などを経験し、負けたら終わりの野球を通して仲間や自分を鼓舞するという思いから発するようになった。また、打撃で結果を出した際には右人差し指を突き上げる「執念ポーズ」が代名詞となっている。
後に日本ハムの監督となる新庄剛志とは、プロ入り前からSNS上で面識がある。2020年度ドラフト直前の2020年10月には、当時現役復帰してトライアウト直前の新庄に「もし一緒にプレーできたら、うれしく思います。僕もドラフトにかかるよう頑張ります。」とメッセージを送ると、新庄からは「かかるように頑張るんじゃなく、なるんだぞという気持ちで頑張れ。楽しむのが一番」と返信が来たという。その後、今川はドラフトを経て日本ハムへの入団が決まり、新庄は再び引退した。なお、プロ入り後も二軍戦を観戦していた新庄から外野守備については、「まだまだだ」と激励を受けたという。そして2022年から新庄は今川が所属する日本ハムの監督に就任し、就任会見では「スター候補を僕が育てて、その子に『1番』をつけてもらいたい。その子たちが育つまでは僕が『1番』つけまーす！」と話しており、今川は「もっと練習して認められ、背番号1を奪い取りたいです。」と意気込んでいる。
出生地は釧路市で、小学校入学前まで在住していた。その縁で、エスコンフィールドHOKKAIDOのファストフード店『Full Swing』では、同市の地元グルメ「スパカツ」に因んだ「今川優馬選手のスパカツ風ミートソース」が販売されている。

## 詳細情報

### 年度別打撃成績
| 年 度     | 球 団     | 試 合 | 打 席 | 打 数 | 得 点 | 安 打 | 二 塁 打 | 三 塁 打 | 本 塁 打 | 塁 打 | 打 点 | 盗 塁 | 盗 塁 死 | 犠 打 | 犠 飛 | 四 球 | 敬 遠 | 死 球 | 三 振 | 併 殺 打 | 打 率 | 出 塁 率 | 長 打 率 | O P S |
| --------- | --------- | ----- | ----- | ----- | ----- | ----- | -------- | -------- | -------- | ----- | ----- | ----- | -------- | ----- | ----- | ----- | ----- | ----- | ----- | -------- | ----- | -------- | -------- | ----- |
| 2021      | 日本ハム  | 13    | 30    | 28    | 1     | 2     | 0        | 0        | 1        | 5     | 2     | 0     | 0        | 0     | 0     | 1     | 0     | 1     | 9     | 0        | .071  | .133     | .179     | .312  |
| 2022      | 日本ハム  | 94    | 309   | 273   | 34    | 62    | 12       | 1        | 10       | 106   | 39    | 4     | 4        | 6     | 4     | 19    | 2     | 7     | 70    | 6        | .227  | .290     | .388     | .679  |
| 2023      | 日本ハム  | 28    | 69    | 61    | 7     | 12    | 1        | 0        | 0        | 13    | 1     | 3     | 0        | 0     | 0     | 6     | 0     | 2     | 17    | 0        | .197  | .290     | .213     | .503  |
| 2024      | 日本ハム  | 6     | 19    | 19    | 1     | 4     | 1        | 0        | 0        | 5     | 0     | 0     | 2        | 0     | 0     | 0     | 0     | 0     | 5     | 0        | .211  | .211     | .263     | .474  |
| 通算：4年 | 通算：4年 | 141   | 427   | 381   | 43    | 80    | 14       | 1        | 11       | 129   | 42    | 7     | 6        | 6     | 4     | 26    | 2     | 10    | 101   | 6        | .210  | .276     | .339     | .614  |

- 2024年度シーズン終了時

### 年度別守備成績
| 年 度 | 球 団    | 外野  | 外野  | 外野  | 外野  | 外野  | 外野     |
| 年 度 | 球 団    | 試 合 | 刺 殺 | 補 殺 | 失 策 | 併 殺 | 守 備 率 |
| ----- | -------- | ----- | ----- | ----- | ----- | ----- | -------- |
| 2021  | 日本ハム | 9     | 13    | 0     | 1     | 0     | .929     |
| 2022  | 日本ハム | 84    | 161   | 5     | 2     | 1     | .988     |
| 2023  | 日本ハム | 19    | 25    | 1     | 0     | 0     | 1.000    |
| 2024  | 日本ハム | 5     | 8     | 1     | 0     | 0     | 1.000    |
| 通算  | 通算     | 117   | 207   | 7     | 3     | 1     | .986     |

- 2024年度シーズン終了時

### 記録
初記録
- 初出場・初先発出場：2021年4月16日、対東北楽天ゴールデンイーグルス4回戦（東京ドーム）、「6番・右翼手」で先発出場
- 初打席：同上、2回裏に涌井秀章から右飛
- 初安打・初本塁打・初打点：2021年9月12日、対福岡ソフトバンクホークス20回戦（札幌ドーム）、2回裏に和田毅から左越2ラン
- 初盗塁：2022年5月7日、対埼玉西武ライオンズ7回戦（ベルーナドーム）、6回表に三盗（投手：平井克典、捕手：古賀悠斗）

その他の記録
- 初回4番打者の満塁本塁打：2022年7月24日、対千葉ロッテマリーンズ14回戦（札幌ドーム）、1回裏にエンニー・ロメロから ※パ・リーグでは史上19人目20度目

### 背番号
- 61（2021年[12][13] - ）

### 登場曲
- 「フルスイング」Dr.NY（2021年 - ）
- 「マジで感謝!」T-Pistonz+KMC（2022年 - ）